# 科利納斯 (南里奧格蘭德州)
科利纳斯（葡萄牙語：Colinas）是巴西南部南里奥格兰德州的一座市鎮。